# Occhiali scuri
Occhiali scuri è un singolo del cantante italiano Coez, pubblicato il 18 aprile 2017 come terzo estratto dal quarto album in studio Faccio un casino.

## Video musicale
Il video, diretto dagli YouNuts!, è stato reso disponibile in concomitanza con il lancio del singolo attraverso il canale YouTube del rapper ed è unito a quello di Taciturnal.

## Tracce
Testi di Coez e Gemitaiz, musiche di Stabber.
1. Occhiali scuri (feat. Gemitaiz) – 4:08